# Tipulodina dyak
Tipulodina dyak är en tvåvingeart som först beskrevs av Alexander 1951.  Tipulodina dyak ingår i släktet Tipulodina och familjen storharkrankar. Inga underarter finns listade i Catalogue of Life.